# میشته
میشته (به آلمانی: Mieste) یک منطقهٔ مسکونی در آلمان است که در گراده‌لگن واقع شده‌است. میشته  ۲٬۲۳۴ نفر جمعیت دارد.